# Nati nel 1980/Novembre
| Questa pagina contiene informazioni ricavate automaticamente dalle voci biografiche con l'ausilio del template Bio e di un bot. L'aggiornamento è periodico e automatico e ricostruisce completamente la pagina. Se manca una persona in questa lista, sei pregato di non aggiungerla, ma accertati piuttosto che la sua voce biografica contenga il template Bio e che i dati anagrafici siano correttamente compilati. Se il template Bio manca, inseriscilo tu stesso o, in alternativa, metti l'avviso {{tmp\|Bio}} che ne segnala la mancanza. Se i dati riportati sono sbagliati, correggi direttamente la voce biografica; le modifiche saranno visibili in questa lista entro pochi giorni. Per chiarimenti vedi il progetto biografie. La lista contiene solo le 369 persone che sono citate nell'enciclopedia e per le quali è stato implementato correttamente il template Bio. Pagina aggiornata al 18 ago 2025. |

- 1º novembre - Savaliga Afu, ex calciatore samoano americano
- 1º novembre - Mohammed bin Abdulrahman bin Jassim Al Thani, politico qatariota
- 1º novembre - Musa Aydın, ex calciatore turco
- 1º novembre - Ian Bakala, ex calciatore zambiano
- 1º novembre - Sergej Bondarev, pittore, grafico e scultore russo
- 1º novembre - Riku Hahl, ex hockeista su ghiaccio finlandese
- 1º novembre - Bojan Krstović, ex cestista serbo
- 1º novembre - Jérémie Rodrigues, ex calciatore francese
- 1º novembre - Dani Rovira, attore, cabarettista e comico spagnolo
- 1º novembre - Fərhad Vəliyev, ex calciatore azero
- 1º novembre - Adam Wiercioch, schermidore polacco
- 1º novembre - Marta Zurro, ex cestista spagnola
- 2 novembre - William Anin, ex calciatore francese
- 2 novembre - Kennedy Bakırcıoğlu, ex calciatore svedese
- 2 novembre - Thomas Bredahl, chitarrista e cantante danese
- 2 novembre - DJ Mad Dog, produttore discografico e disc jockey italiano
- 2 novembre - Mustafa Ceceli, cantante turco
- 2 novembre - Monica Gregori, politica italiana
- 2 novembre - Brittany Ishibashi, attrice statunitense
- 2 novembre - Kim So-yeon, attrice sudcoreana
- 2 novembre - Lap San Leong, ex calciatore macaense
- 2 novembre - Diego Lugano, ex calciatore uruguaiano
- 2 novembre - Miroslav Matušovič, calciatore ceco
- 2 novembre - Karin Ruckstuhl, ex multiplista olandese
- 2 novembre - Leon Smith, ex cestista statunitense
- 2 novembre - Ezra Williams, ex cestista statunitense
- 3 novembre - Waleed Ali, calciatore kuwaitiano
- 3 novembre - Hans Andersen, pilota motociclistico danese
- 3 novembre - Erdem Can, allenatore di pallacanestro turco
- 3 novembre - Julie Leprohon, schermitrice canadese
- 3 novembre - Matan Naor, ex cestista israeliano
- 4 novembre - Lorenzo Alfonsi, pilota motociclistico italiano
- 4 novembre - Frode Bjørnevik, ex calciatore norvegese
- 4 novembre - Jerry Collins, rugbista a 15 neozelandese († 2015)
- 4 novembre - Alberto Di Bernardo, rugbista a 15 argentino
- 4 novembre - Ara Hakobyan, ex calciatore armeno
- 4 novembre - Jarrett Hart, ex cestista britannico
- 4 novembre - Abdoul Rahman Issah, ex calciatore ghanese
- 4 novembre - Carsten Lichtlein, pallamanista tedesco
- 4 novembre - Genc Mehmeti, ex calciatore svizzero
- 4 novembre - Tuda Murphy, ex calciatore britannico
- 4 novembre - Ivo Oliveira, ex calciatore portoghese
- 4 novembre - Marcy Rylan, attrice statunitense
- 4 novembre - Mohamed Salmeen, ex calciatore bahreinita
- 4 novembre - Thomas Turolo, regista italiano
- 4 novembre - Thomas Weller, ex calciatore tedesco
- 5 novembre - Sayed Mahmood Jalal, calciatore bahreinita
- 5 novembre - Irena Borecká, ex cestista ceca
- 5 novembre - Giancarlo Costanzo, ex pallamanista italiano
- 5 novembre - Antonella Del Core, ex pallavolista italiana
- 5 novembre - Eva González, modella e conduttrice televisiva spagnola
- 5 novembre - Luke Hemsworth, attore australiano
- 5 novembre - Masako Ishida, fondista giapponese
- 5 novembre - Ranisav Jovanović, ex calciatore tedesco
- 5 novembre - Ibrahim Maalouf, trombettista e compositore libanese
- 5 novembre - Agron Memedi, ex calciatore macedone
- 5 novembre - Christoph Metzelder, ex calciatore tedesco
- 5 novembre - Aaron Moorehead, ex giocatore di football americano statunitense
- 5 novembre - Deborah Morese, doppiatrice e conduttrice televisiva italiana
- 5 novembre - Mustafa Sarp, allenatore di calcio e ex calciatore turco
- 5 novembre - Geneviève Simard, ex sciatrice alpina canadese
- 5 novembre - David Solórzano, calciatore nicaraguense
- 5 novembre - Jordi Trias, ex cestista spagnolo
- 5 novembre - Feride Çetin, attrice turca
- 6 novembre - Athīna Christoforakī, ex cestista statunitense
- 6 novembre - Tom Court, ex rugbista a 15 australiano
- 6 novembre - Simon Cziommer, ex calciatore tedesco
- 6 novembre - Marshall Forbes, calciatore britannico
- 6 novembre - Pål Sverre Hagen, attore norvegese
- 6 novembre - Anri Jokhadze, cantante georgiano
- 6 novembre - Vincent Lachambre, ex calciatore belga
- 6 novembre - Aritz López Garai, allenatore di calcio e ex calciatore spagnolo
- 6 novembre - Mert Nobre, allenatore di calcio e ex calciatore brasiliano
- 6 novembre - Pattara Piyapatrakitti, calciatore thailandese
- 6 novembre - Damani Ralph, ex calciatore giamaicano
- 7 novembre - Sergio Bernardo Almirón, dirigente sportivo e ex calciatore argentino
- 7 novembre - Shannon Bahrke, ex sciatrice freestyle statunitense
- 7 novembre - Silvia Berger, ex sciatrice alpina austriaca
- 7 novembre - Adam Campbell, attore britannico
- 7 novembre - Vladimir Cebotari, giurista e politico moldavo
- 7 novembre - Caitlin Compton, fondista statunitense
- 7 novembre - Gervasio Deferr, ginnasta spagnolo
- 7 novembre - Laryea Kingston, ex calciatore ghanese
- 7 novembre - Li Xuejiu, ex sollevatrice cinese
- 7 novembre - Sam Chui, fotografo cinese
- 7 novembre - Chaïne Staelens, ex pallavolista olandese
- 7 novembre - Gabriel Wajoka, calciatore francese
- 7 novembre - Kim Willoughby, pallavolista statunitense
- 7 novembre - Helena Zeťová, cantante ceca († 2024)
- 8 novembre - Geraldo Alves, ex calciatore portoghese
- 8 novembre - Matteo Angioletti, ex ginnasta italiano
- 8 novembre - Sebastián Battaglia, allenatore di calcio e ex calciatore argentino
- 8 novembre - Simone Bonomi, allenatore di calcio e ex calciatore italiano
- 8 novembre - Josip Colina, ex calciatore bosniaco
- 8 novembre - Mohammed Gholam, ex calciatore qatariota
- 8 novembre - Laura Jane Grace, cantante e musicista statunitense
- 8 novembre - Marco Grimaldi, politico italiano
- 8 novembre - Diomansy Kamara, ex calciatore senegalese
- 8 novembre - Luís Fabiano, ex calciatore brasiliano
- 8 novembre - Brooke Lyons, attrice e scrittrice statunitense
- 8 novembre - Bruno Ntep, taekwondoka francese
- 8 novembre - Ádám Steinmetz, ex pallanuotista ungherese
- 8 novembre - Dime Tasovski, cestista macedone
- 8 novembre - Bledar Vashaku, ex calciatore albanese
- 8 novembre - Ana Vidović, chitarrista croata
- 9 novembre - Pedro Carrizo, ex calciatore cileno
- 9 novembre - Angelo Cijntje, ex calciatore olandese
- 9 novembre - Geoffrey Doumeng, ex calciatore francese
- 9 novembre - Ellen Dufour, cantante e conduttrice televisiva belga
- 9 novembre - James Harper, calciatore inglese
- 9 novembre - Martín Ligüera, allenatore di calcio e ex calciatore uruguaiano
- 9 novembre - Dominique Maltais, ex snowboarder canadese
- 9 novembre - Benson Mhlongo, ex calciatore sudafricano
- 9 novembre - Vanessa Minnillo, modella e attrice statunitense
- 9 novembre - Igor Ostopanj, ex calciatore croato
- 9 novembre - Ben Rutledge, canottiere canadese
- 10 novembre - Ryūzō Anzai, allenatore di pallacanestro e ex cestista giapponese
- 10 novembre - Grégory Arnolin, ex calciatore francese
- 10 novembre - Danilo Belić, ex calciatore serbo
- 10 novembre - Troy Bell, ex cestista statunitense
- 10 novembre - Niketa Calame, attrice e doppiatrice statunitense
- 10 novembre - Lionel Chalmers, ex cestista e allenatore di pallacanestro statunitense
- 10 novembre - Calvin Chen, modello, cantante e attore taiwanese
- 10 novembre - Wilhelm Denifl, ex combinatista nordico austriaco
- 10 novembre - Katie Lea, attrice e ex wrestler tedesca
- 10 novembre - Jaime Lloreda, ex cestista panamense
- 10 novembre - Wesley Lopes da Silva, ex calciatore brasiliano
- 10 novembre - Hamza Mohammed, ex calciatore ghanese
- 10 novembre - Andreas Prommegger, snowboarder austriaco
- 10 novembre - Donté Stallworth, ex giocatore di football americano statunitense
- 11 novembre - Manuel José Vieira, ex calciatore portoghese
- 11 novembre - Papa Malick Ba, ex calciatore senegalese
- 11 novembre - Lobke Berkhout, velista olandese
- 11 novembre - Rui Duarte, ex calciatore portoghese
- 11 novembre - Evgenij Fëdorov, allenatore di hockey su ghiaccio e ex hockeista su ghiaccio russo
- 11 novembre - Manuel Pablo García, ex calciatore argentino
- 11 novembre - Nenad Kovačević, allenatore di calcio e ex calciatore serbo
- 11 novembre - Dick Lövgren, bassista svedese
- 11 novembre - Nicole Malliotakis, politica statunitense
- 11 novembre - Alex Mann, bobbista tedesco
- 11 novembre - Svenne Poulsen, allenatore di calcio e ex calciatore danese
- 11 novembre - Mark Wilson, ex giocatore di football americano statunitense
- 12 novembre - Ines Ajanović, ex cestista serba
- 12 novembre - Isabellah Andersson, ex maratoneta keniota
- 12 novembre - Julie Berengier, schermitrice francese
- 12 novembre - Lance Briggs, giocatore di football americano statunitense
- 12 novembre - Maya Diab, cantante e personaggio televisivo libanese
- 12 novembre - Ryan Gosling, attore, produttore cinematografico e cantante canadese
- 12 novembre - Charlie Hodgson, rugbista a 15 inglese
- 12 novembre - Simone Koot, pallanuotista olandese
- 12 novembre - Robert Malcolm, ex calciatore scozzese
- 12 novembre - Héctor Mancilla, allenatore di calcio e ex calciatore cileno
- 12 novembre - Rémo Meyer, ex calciatore svizzero
- 12 novembre - Benoît Pedretti, allenatore di calcio e ex calciatore francese
- 12 novembre - Alexander Satschko, ex tennista e allenatore di tennis tedesco
- 12 novembre - Gustaf Skarsgård, attore svedese
- 13 novembre - Ľuboš Bartečko, ex hockeista su ghiaccio slovacco
- 13 novembre - Kevin Bobson, ex calciatore olandese
- 13 novembre - Monique Coleman, attrice statunitense
- 13 novembre - Laurens ten Dam, ex ciclista su strada olandese
- 13 novembre - Benjamin Darbelet, judoka francese
- 13 novembre - Sara Del Rey, ex wrestler statunitense
- 13 novembre - Karl Dodd, allenatore di calcio e ex calciatore australiano
- 13 novembre - Hubert Dupont, ex ciclista su strada francese
- 13 novembre - Ljudmil Hadžisotirov, ex cestista e allenatore di pallacanestro bulgaro
- 13 novembre - Nelson Ibáñez, ex calciatore argentino
- 13 novembre - Juraj Kolník, hockeista su ghiaccio slovacco
- 13 novembre - François-Louis Tremblay, ex pattinatore di short track canadese
- 13 novembre - Miloš Vujanić, ex cestista e allenatore di pallacanestro serbo
- 14 novembre - Lorenzo Avagnina, ex giocatore di baseball italiano
- 14 novembre - Randall Bal, ex nuotatore statunitense
- 14 novembre - Allison Bradshaw, ex tennista statunitense
- 14 novembre - Carlos Cabezas, ex cestista spagnolo
- 14 novembre - Camille DeAngelis, scrittrice statunitense
- 14 novembre - Giulia Di Quilio, attrice italiana
- 14 novembre - Open Mike Eagle, cantante statunitense
- 14 novembre - Jason Gardner, ex cestista e allenatore di pallacanestro statunitense
- 14 novembre - Abidaz, rapper svedese
- 14 novembre - Brian Ireland, batterista e produttore discografico statunitense
- 14 novembre - Nicolas Lopez, schermidore francese
- 14 novembre - Vanesa Martín, cantante spagnola
- 14 novembre - Hilario Navarro, ex calciatore argentino
- 14 novembre - Pedro Capó, cantante portoricano
- 14 novembre - Brock Pierce, imprenditore e attore statunitense
- 14 novembre - Brooke Satchwell, attrice australiana
- 14 novembre - Marionna Schlatter, politica svizzera
- 14 novembre - Johan Sjöberg, ex calciatore svedese
- 15 novembre - Hamza Namira, cantante, cantautore e compositore egiziano
- 15 novembre - Burhan Qurbani, regista, sceneggiatore e attore tedesco
- 15 novembre - Diego Sinhue Rodríguez Vallejo, politico messicano
- 15 novembre - Sylvain Rémy, ex calciatore beninese
- 15 novembre - Haruka Shimotsuki, cantante giapponese
- 15 novembre - Kevin Staut, cavaliere francese
- 16 novembre - Moris Carrozzieri, dirigente sportivo e ex calciatore italiano
- 16 novembre - Kayte Christensen, ex cestista statunitense
- 16 novembre - Germán Gabriel, ex cestista e allenatore di pallacanestro spagnolo
- 16 novembre - Nicole Gius, ex sciatrice alpina italiana
- 16 novembre - Alexa Havins, attrice e modella statunitense
- 16 novembre - Carol Huynh, lottatrice canadese
- 16 novembre - Juliano Spadacio, ex calciatore brasiliano
- 16 novembre - Eric Swalwell, politico e avvocato statunitense
- 16 novembre - Masami Tachikawa, ex cestista giapponese
- 17 novembre - Santo Anzà, ex ciclista su strada italiano
- 17 novembre - Aranha, ex calciatore brasiliano
- 17 novembre - Ricky van den Bergh, ex calciatore olandese
- 17 novembre - Geir Ludvig Fevang, allenatore di calcio e ex calciatore norvegese
- 17 novembre - Gethin Jenkins, ex rugbista a 15 britannico
- 17 novembre - Shablo, disc jockey e produttore discografico argentino
- 17 novembre - Peter MacDonald, ex calciatore scozzese
- 17 novembre - Mercedes Martinez, wrestler statunitense
- 17 novembre - Mira Potkonen, pugile finlandese
- 17 novembre - Juraj Suja, ex cestista e allenatore di pallacanestro slovacco
- 17 novembre - David Vega, ex calciatore argentino
- 17 novembre - Vrčak, cantante e rapper macedone
- 17 novembre - Michail Čipurin, ex pallamanista russo
- 18 novembre - Mathew Baynton, attore, sceneggiatore e musicista britannico
- 18 novembre - Valeriu Calancea, ex sollevatore rumeno
- 18 novembre - Joanna Calo, sceneggiatrice, produttrice televisiva e regista statunitense
- 18 novembre - Manuel Carrozza, ex sciatore alpino italiano
- 18 novembre - Luke Chadwick, ex calciatore inglese
- 18 novembre - Minori Chihara, doppiatrice e cantante giapponese
- 18 novembre - Kenza Dahmani, mezzofondista e maratoneta algerina
- 18 novembre - François Duval, pilota di rally belga
- 18 novembre - Hamza al-Ghamdi, terrorista saudita († 2001)
- 18 novembre - Denny Hamlin, pilota automobilistico statunitense
- 18 novembre - Dustin Kensrue, cantautore e musicista statunitense
- 18 novembre - Richard Limo, mezzofondista, siepista e maratoneta keniota
- 18 novembre - Ricky Manning, ex giocatore di football americano statunitense
- 18 novembre - Egutu Oliseh, ex calciatore nigeriano
- 18 novembre - Ivan Pelizzoli, dirigente sportivo e ex calciatore italiano
- 18 novembre - C.J. Wilson, ex giocatore di baseball statunitense
- 18 novembre - Christian Zeitz, ex pallamanista tedesco
- 18 novembre - Ivan Čerezov, ex biatleta russo
- 19 novembre - Olivier Brand, ex sciatore alpino svizzero
- 19 novembre - Jamison Brewer, ex cestista statunitense
- 19 novembre - Oriana Civile, cantante e musicista italiana
- 19 novembre - Jevhenij Jenin, funzionario e politico ucraino († 2023)
- 19 novembre - John Konesky, chitarrista statunitense
- 19 novembre - Yipsi Moreno, martellista cubana
- 19 novembre - Vincent Planté, allenatore di calcio e ex calciatore francese
- 19 novembre - Vladimir Radmanović, ex cestista serbo
- 19 novembre - Hannes Paul Schmid, ex sciatore alpino italiano
- 19 novembre - Rodrigo Tabata, ex calciatore brasiliano
- 19 novembre - Velibor Vasilić, ex calciatore bosniaco
- 19 novembre - Narcisse Yaméogo, ex calciatore burkinabé
- 20 novembre - Fabrizio Amoroso, giocatore di calcio a 5 italiano
- 20 novembre - Adam Chambers, ex calciatore inglese
- 20 novembre - James Chambers, ex calciatore inglese
- 20 novembre - Carlos Front, ex canottiere spagnolo
- 20 novembre - Nicola Grimaldi, politico italiano
- 20 novembre - Eiko Koike, attrice giapponese
- 20 novembre - Marek Krejčí, calciatore slovacco († 2007)
- 20 novembre - Ana Caterina Morariu, attrice romena
- 20 novembre - Christian Obrist, mezzofondista italiano
- 20 novembre - Eoin Reddan, ex rugbista a 15 irlandese
- 20 novembre - Jamie Smith, ex calciatore scozzese
- 20 novembre - Martina Suchá, ex tennista slovacca
- 20 novembre - Leonid Volkov, politico, informatico e attivista russo
- 21 novembre - Laura Donghi, ex calciatrice italiana
- 21 novembre - Olav Magne Dønnem, ex saltatore con gli sci norvegese
- 21 novembre - Anđelko Đuričić, ex calciatore serbo
- 21 novembre - Nikolaj Durov, informatico e matematico russo
- 21 novembre - Adimichinobe Echemandu, ex giocatore di football americano nigeriano
- 21 novembre - Leonardo González, ex calciatore costaricano
- 21 novembre - Martin Kraus, ex sciatore alpino tedesco
- 21 novembre - Tim Lambesis, cantante statunitense
- 21 novembre - Arnal Llibert, ex calciatore spagnolo
- 21 novembre - Angel Long, attrice pornografica britannica
- 21 novembre - João Soares da Mota Neto, ex calciatore brasiliano
- 21 novembre - Vivetta Ponti, stilista italiana
- 21 novembre - Wylder Rodríguez, ex giocatore di calcio a 5 guatemalteco
- 21 novembre - Kazumichi Takagi, allenatore di calcio e ex calciatore giapponese
- 21 novembre - Hiroyuki Tomita, ex ginnasta giapponese
- 22 novembre - David Artell, allenatore di calcio e ex calciatore gibilterriano
- 22 novembre - Shawn Fanning, informatico e imprenditore statunitense
- 22 novembre - Peer Kluge, ex calciatore tedesco
- 22 novembre - Cristóbal León e Joaquín Cociña, regista cileno
- 22 novembre - Frédéric Makowiecki, pilota automobilistico francese
- 22 novembre - George Miller, ex calciatore liberiano
- 22 novembre - Armando Navarrete, ex calciatore messicano
- 22 novembre - Jaroslav Rybakov, altista russo
- 22 novembre - Thomas Solvoll, ex calciatore norvegese
- 22 novembre - James Thomas, ex cestista e allenatore di pallacanestro statunitense
- 22 novembre - Natalija Tobias, mezzofondista e siepista ucraina
- 23 novembre - Alessandro Degasperi, triatleta italiano
- 23 novembre - Vernard Hollins, ex cestista statunitense
- 23 novembre - Paulie Malignaggi, ex pugile statunitense
- 23 novembre - Kirk Penney, ex cestista neozelandese
- 23 novembre - Dino Toppmöller, allenatore di calcio e ex calciatore tedesco
- 24 novembre - Hassan Alla, ex calciatore marocchino
- 24 novembre - Carlo Carabba, poeta e scrittore italiano
- 24 novembre - Santiago Darraidou, pallavolista argentino
- 24 novembre - Dieudonné Disi, ex mezzofondista e maratoneta ruandese
- 24 novembre - Hiram Eugene, giocatore di football americano statunitense
- 24 novembre - Lauren Holtkamp, arbitro di pallacanestro statunitense
- 24 novembre - Brandon Hunter, cestista statunitense († 2023)
- 24 novembre - Garry Thompson, allenatore di calcio e ex calciatore inglese
- 24 novembre - Niels Meijer, ex cestista olandese
- 24 novembre - Bingo Merriex, ex cestista statunitense
- 24 novembre - Beth Phoenix, wrestler statunitense
- 24 novembre - Branko Radivojevič, hockeista su ghiaccio slovacco
- 24 novembre - Lyndon Rush, bobbista canadese
- 24 novembre - Johnny Spillane, ex combinatista nordico statunitense
- 24 novembre - Brian Viloria, pugile statunitense
- 24 novembre - Thomas Ziegler, ex ciclista su strada e mountain biker tedesco
- 25 novembre - Aleen Bailey, velocista giamaicana
- 25 novembre - Marco Gavazzi, ex rugbista a 15 italiano
- 25 novembre - Luca Ianes, ex cestista italiano
- 25 novembre - Julio Irrazábal, ex calciatore paraguaiano
- 25 novembre - Hakan Koç, lottatore turco
- 25 novembre - Luis Liendo, lottatore venezuelano
- 25 novembre - John-Michael Liles, ex hockeista su ghiaccio statunitense
- 25 novembre - Josh Mathews, ex wrestler e conduttore televisivo statunitense
- 25 novembre - Aaron Mokoena, allenatore di calcio e ex calciatore sudafricano
- 25 novembre - Romain Poyet, ex calciatore francese
- 25 novembre - Kerry Skepple, ex calciatore antiguo-barbudano
- 25 novembre - Nick Swisher, ex giocatore di baseball statunitense
- 25 novembre - Licia Troisi, scrittrice italiana
- 25 novembre - Mike Wilson, ex calciatore neozelandese
- 26 novembre - Ana Lily Amirpour, regista e sceneggiatrice britannica
- 26 novembre - Jessica Bowman, attrice statunitense
- 26 novembre - Aruna Dindane, ex calciatore ivoriano
- 26 novembre - Leslye Headland, drammaturga, regista e sceneggiatrice statunitense
- 26 novembre - Larry Marmouyet, calciatore francese
- 26 novembre - Albert Montañés, ex tennista spagnolo
- 26 novembre - Satoshi Ōno, cantante, attore e coreografo giapponese
- 26 novembre - Adam Richards, pugile statunitense
- 26 novembre - Anna Terio, attrice italiana
- 27 novembre - Francesco Chicchi, ex ciclista su strada e pistard italiano
- 27 novembre - Nina Fehr Düsel, giurista e politica svizzera
- 27 novembre - Loes Gunnewijk, ex ciclista su strada e ciclocrossista olandese
- 27 novembre - Andy Lee, giocatore di snooker inglese
- 27 novembre - Vladimir Nail'evič Malachov, scacchista russo
- 27 novembre - Marius Nica, politico rumeno
- 27 novembre - Evi Sachenbacher-Stehle, ex fondista e ex biatleta tedesca
- 28 novembre - Kim André Arnesen, compositore norvegese
- 28 novembre - Gabriela Barros Tapia, modella, conduttrice televisiva e attrice cilena
- 28 novembre - Bea Bielik, ex tennista statunitense
- 28 novembre - Adrián Fernández, ex calciatore argentino
- 28 novembre - Victoria Heighway, ex rugbista a 15 e dirigente d'azienda neozelandese
- 28 novembre - Ivo Klec, tennista slovacco
- 28 novembre - Staniša Nikolić, ex calciatore bosniaco
- 28 novembre - Marie Polli, marciatrice svizzera
- 28 novembre - Carmine Recano, attore italiano
- 28 novembre - Angelica Ross, attrice, imprenditrice e attivista statunitense
- 28 novembre - Stuart Taylor, ex calciatore inglese
- 28 novembre - Jurgen Van Goolen, ex ciclista su strada belga
- 29 novembre - Dennis Bekkers, taekwondoka olandese
- 29 novembre - Izabela Bełcik, ex pallavolista polacca
- 29 novembre - Chun Jung-myung, attore sudcoreano
- 29 novembre - Mārtiņš Cipulis, hockeista su ghiaccio lettone
- 29 novembre - Dargen D'Amico, rapper, cantautore e produttore discografico italiano
- 29 novembre - Janina Gavankar, attrice e musicista statunitense
- 29 novembre - Hreiðar Guðmundsson, ex pallamanista islandese
- 29 novembre - Zbyněk Irgl, hockeista su ghiaccio ceco
- 29 novembre - Aaron Mauger, ex rugbista a 15 e allenatore di rugby a 15 neozelandese
- 29 novembre - Nellina Mazzulla, pallavolista e giocatrice di beach volley italiana
- 29 novembre - Óscar McFarlane, ex calciatore e ex giocatore di calcio a 5 panamense
- 29 novembre - Anita Mikāle, ex cestista lettone
- 29 novembre - Vítor Moreno, ex calciatore portoghese
- 30 novembre - Jamie Ashdown, ex calciatore inglese
- 30 novembre - Tom Basden, attore, comico e sceneggiatore britannico
- 30 novembre - Mark Bastl, ex hockeista su ghiaccio svizzero
- 30 novembre - Jimmy Baxter, ex cestista statunitense
- 30 novembre - Aleksandar Đukić, ex calciatore serbo
- 30 novembre - Ilias Kasidiaris, politico greco
- 30 novembre - Pepe Julian Onziema, attivista ugandese
- 30 novembre - Sido, rapper tedesco
- 30 novembre - Petr Záhrobský, ex sciatore alpino ceco